# Homemade Dynamite
Homemade Dynamite is een nummer van de Nieuw-Zeelandse zangeres Lorde uit 2017. Het is de tweede single van haar tweede studioalbum Melodrama.
Het nummer gaat over het vinden van een relatie op een feestje. De originele versie van het nummer haalde de 13e positie in Lordes thuisland Nieuw-Zeeland, en de 3e positie in de Vlaamse Tipparade. In Nederland deed het origineel niets in de hitlijsten. Een paar maanden na het uitbrengen van het origineel kwam er een remixversie van het nummer uit met de R&B-artiesten Khalid en SZA en raper Post Malone. Deze versie haalde in Nederland de 48e positie in de Mega Top 50 van radiozender NPO 3FM, en de 92e positie in de Single Top 100. In Vlaanderen wist de remix dan weer geen hitlijsten te bereiken.